# Count Basie
Pour les articles homonymes, voir Basie.
William Basie, dit Count Basie, né le 21 août 1904 à Red Bank et mort le 26 avril 1984 à Hollywood, est un pianiste, organiste et chef d'orchestre de jazz. Son orchestre s'inscrit dans la tradition de Kansas City, ville-berceau du middle jazz orchestral. Il était surnommé la « machine à swing ».
Son big band représente, avec celui de Duke Ellington, la quintessence du « jazz classique » dont il a porté la bonne parole pendant 50 ans dans le monde entier. Il a abordé tous les registres, du blues aux succès de Broadway en passant par les grands standards, toujours avec la même ferveur sincère.
Le Count Basie Orchestra aura été un tremplin pour nombre de musiciens majeurs de l'époque comme Lester Young, Herschel Evans, Buck Clayton, Harry 'Sweets' Edison, Dicky Wells, Buddy Tate.

## Biographie
Le père de Count Basie est cocher et c'est sa mère qui donne au tout jeune William ses premières leçons de piano. Les études seront brèves, et en échange de menus services au Palace theatre de Red Bank, il assiste aux spectacles gratuitement. Il lui arrive de remplacer le pianiste titulaire et de faire bonne figure après avoir mémorisé d'oreille tous les morceaux du spectacle.
Adolescent, il accompagne au piano des films muets dans les cinémas de sa ville natale. À l'aise au piano, il préfère cependant la batterie, mais un certain Sonny Greer, autre musicien du coin et futur drummer (batteur) de Duke Ellington ne l'encourage pas dans cette voie. Sonny et lui jouent brièvement ensemble, puis William assure quelques petits jobs pour des spectacles de danse, des villages de vacances ou d'autres festivités privées avant de partir en 1924 pour New York.
Il s'installe à deux pas du théâtre The Harlem Alhambra dans le quartier de Harlem. Là, il rencontre les grands pianistes stride de l'époque : James P. Johnson, Willie "The Lion" Smith et surtout Fats Waller qui marquera le jeune Basie de sa forte personnalité.
Entre 1925 et 1927, il participe aux tournées du circuit T.O.B.A (Theatre Owners Booking Association) avec les chanteuses de blues Kattie Crippen et Gonzelle White qui l'emmènent à Chicago, Saint-Louis et à La Nouvelle-Orléans. Il montre ses talents de pianiste dans des  vaudevilles américains comme Kattie Crippen and her Kids et Gonzelle White and the Big Jazz Jamboree.
Après avoir travaillé à Harlem dans le club Leroy's fréquenté par les musiciens rompus à toutes les batailles (battles) et concours de piano existants, Basie retrouve Fats Waller joueur d'orgue au Lincoln theater et apprend de lui les rudiments de l'instrument. En 1928 à Tulsa, il découvre les Blue Devils' un orchestre de renom, créé et dirigé par le contrebassiste Walter Page (en) avec Jimmy Rushing comme chanteur. À Kansas City quelques mois plus tard, il rejoint le groupe et c’est à cette époque qu'il prend le surnom de Count.
À Kansas City, l'orchestre phare était celui de Bennie Moten, au départ une petite formation, qui devient un big band en 1927. En 1928 il connait un gros succès avec South, mais il n'a pas de musiciens de grand renom. Bennie Moten recrute alors (chez son rival les Blue Devils) Eddie Durham, puis Count Basie, Hot Lips Page et le chanteur Jimmy Rushing. Count Basie écrit des arrangements, mais se retrouve assez vite à remplacer le chef au piano.
En 1931, viendront enrichir le big-band le saxophoniste alto Eddie Barefield, le tromboniste Dan Minor ainsi que Ben Webster, et enfin en 1933 trois recrues majeures complètent l'effectif, le clarinettiste Buster Smith et surtout les saxophonistes ténor Lester Young et Herschel Evans.

## Du pianiste au leader de big band
Alors que l'orchestre est au sommet de la popularité, Bennie Moten meurt des suites d'une opération de chirurgie. Count Basie aidé de Buster Smith remonte un orchestre qu'il nomme Count Basie and his barons of rhythm en rassemblant les meilleurs musiciens avec lequel il décroche un engagement au Reno club de Kansas City. Le producteur John Hammond, découvreur de talents et initiateur des concerts de jazz radiodiffusés, entend l'orchestre sur les ondes de W9XBY et devient leur imprésario. Suivent des engagements au Grand Terrace Theatre de Chicago, puis au Roseland Ballroom de New York.
Le 9 octobre 1936 il participe à une séance d'enregistrement sous le nom de Jo Jones Buster Smith group chez Vocalion, puis, pour la première fois sous le nom de Count Basie et son orchestre, pour une deuxième session d'enregistrement le 21 janvier 1937 chez Decca avec des titres qui vont inscrire cette formation parmi les meilleures du pays. Parmi ces titres : Honeysuckle Rose célèbre composition de Fats Waller, Swingin at the Daisy Chain qui met en valeur avec la sourdine le trompettiste Buck Clayton et Roseland Shuffle. Le 7 juillet 1937, ils enregistrent le morceau qui deviendra l'unique indicatif de l'orchestre, One O'Clock Jump.
Pendant une nouvelle séance, le 9 août 1937, a lieu l'enregistrement d'un mémorable Good Morning Blues chanté par Jimmy Rushing suivi de deux masterpieces : Topsy et Time Out. Lors de l'ultime session de l'année, le 13 octobre, un titre sort du lot Out of the Window. Par la clarté et la richesse de ses arrangements, la souplesse racée de sa section rythmique, le brio de ses solistes en tête desquels on trouve Buck Clayton, Lester Young, Harry Edison et Count Basie lui-même, par sa ferveur groove, cet enregistrement de 1937 restera dans son parcours musical une étape décisive.
John Hammond présente à Count Basie une jeune chanteuse prometteuse, Billie Holiday, avec laquelle il joue pendant près d'un an en public mais qui, pour cause de contrat exclusif, ne peut enregistrer en studio. L'orchestre se produit pour la première fois à l'Apollo theatre. Le 23 décembre 1938, Count Basie et son orchestra sont les principaux animateurs de From Spirituals to Swing, soirée de concert organisée par John Hammond au Carnegie Hall.

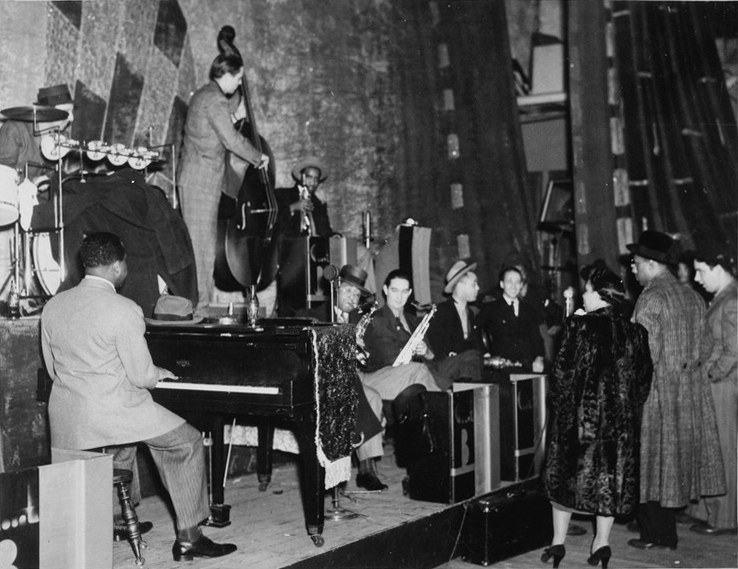
Le Count Basie Orchestra en 1940.

Pendant les années 1940, son groupe est reconnu internationalement, même durant la Seconde Guerre mondiale, qui lui cause des problèmes financiers. À l’exception des années 1950, où Basie fait quelques tournées avec une petite formation, il continue à être chef d’orchestre pour son groupe jusqu'à sa mort. Pendant toute cette période, Basie obtient des succès commerciaux avec chacun de ses nouveaux enregistrements, qui incluent des albums en collaboration avec des chanteurs tels que Frank Sinatra, Tony Bennett, Sarah Vaughan et Joe Williams. 
En 1976, il est victime d'une crise cardiaque ; sa carrière ralentit alors.
Le 26 avril 1984, il meurt d'un cancer à Hollywood, à l'âge de 79 ans. Il est inhumé au Pinelawn Memorial Park and Arboretum, dans l'état de New York.
Il était membre de la franc‑maçonnerie de la Prince Hall Lodge à New York.

## Style
La musique semblait couler d'elle-même : beaucoup de blues et de thèmes simples à base de riffs, portés par une superbe section rythmique toute en souplesse et développés par des solistes d'exception. La pratique des head arrangements, arrangements non écrits issus de la complicité entre les musiciens, ajoute à la spontanéité de la musique. Les arrangements sont construits pour faire monter la tension tout en racontant une histoire avec son début, son développement et sa conclusion. Les solos s'insèrent dans cet orchestre en enrichissant les motifs orchestraux et créant souvent un effet de suspens. Basie introduit aussi la chase (duel) entre solistes et notamment entre ses deux saxophonistes ténors aux styles opposés, Herschel Evans et Lester Young. Ce dernier, par son style très original, enrichit particulièrement le discours musical de l'orchestre et plusieurs titres sont construits pour le mettre en valeur comme Roseland Shuffle ou Every Tub.

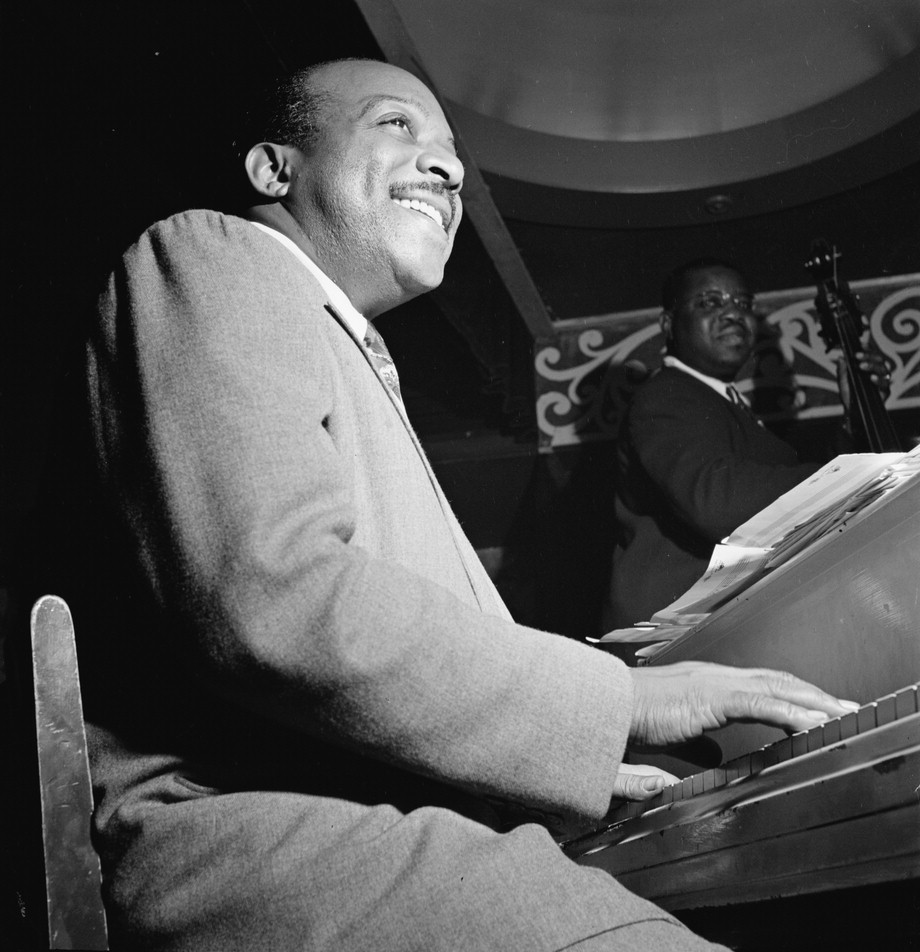
Count Basie, au club de jazz Aquarium, New York, autour de 1947 Fonds photographique William P. Gottlieb

À partir des années 1940, le jeu d'ensemble gagne en complexité et prend une place toujours plus importante face aux solistes.
Son deuxième grand orchestre, à partir des années cinquante, fait la part plus belle à des arrangements (signés Neal Hefti, Ernie Wilkins, Quincy Jones, Frank Foster, Thad Jones, Billy Byers, Benny Carter...) servis par une parfaite unité d'ensemble et un grand sens de la dynamique.
Au piano, l'économie de notes était la marque du style laconique de Basie, à l'intense pouvoir rythmique.

## Compositions
- One O'Clock Jump et Jumpin' at the Woodside sont ses morceaux les plus connus.
- Open the Door, Richard fut no 1 du hit-parade américain en février 1947[9].
- Lil'Darlin' composition de Neal Hefti dont Henri Salvador emprunta la musique pour sa chanson intitulée Count Basie.

## Réutilisations
Véritable incarnation du swing de la grande époque, la musique de Count Basie a beaucoup été utilisée au cinéma, notamment entre autres par Woody Allen, et le Count et son orchestre y ont eux-mêmes fréquemment fait des apparitions. 
En France, durant les années 1960 et 1970, plusieurs titres interprétés par l'orchestre de Count Basie, dont Cute, Shiny Stockings, For Lena and Lennie et Whirly Bird, ont été employés comme interludes musicaux sur Europe 1.

## Discographie sélective
- King of Swing (1953)
- Count Basie in London (1956)
- April in Paris (1956)
- Count Basie at Newport (1957)
- The Atomic Mr. Basie (1958)
- Sing Along With Basie (1958)
- One More Time (1959)
- Chairman of the Board (1959)
- First Time! The Count Meets the Duke (1961)
- Basie at Birdland (1961)
- Count Basie and the Kansas City 7  (1962)
- Sinatra-Basie: An Historic Musical First  (1962)
- On My Way & Shoutin' Again  (1963)
- Basie Land (1964)
- It Might as Well Be Swing (1964)
- My Shining Hour avec Sammy Davis Jr. (1965)
- Basie's Beatle Bag (1966)
- Straight Ahead (1967)
- Afrique (1971)
- The Bosses avec Big Joe Turner (Pablo Records, 1974)
- Satch and Josh (1974)
- The Gifted Ones (1977)

## Prix

### Grammy Awards
| Histoire de "Grammy Award" de Count Basie |                                                   |                                               |       |          |
| Année                                     | Catégorie                                         | Titre                                         | Genre | Résultat |
| 1982                                      | Best Jazz Instrumental Performance, Big Band      | Warm Breeze                                   | Jazz  | Gagné    |
| 1984                                      | Best Jazz Instrumental Performance, Big Band      | 88 Basie Street                               | Jazz  | Gagné    |
| 1980                                      | Best Jazz Instrumental Performance, Big Band      | On The Road                                   | Jazz  | Gagné    |
| 1977                                      | Best Jazz Performance By A Big Band               | Prime Time                                    | Jazz  | Gagné    |
| 1976                                      | Best Jazz Performance By A Soloist (Instrumental) | Basie And Zoot                                | Jazz  | Gagné    |
| 1963                                      | Best Performance By An Orchestra - For Dancing    | This Time By Basie! Hits Of The 50's And 60's | Pop   | Gagné    |
| 1960                                      | Best Performance By A Band For Dancing            | Dance With Basie                              | Pop   | Gagné    |
| 1958                                      | Best Performance By A Dance Band                  | Basie                                         | Pop   | Gagné    |
| 1958                                      | Best Jazz Performance, Group                      | Basie                                         | Jazz  | Gagné    |

### Grammy Hall of Fame
| Count Basie - Grammy Hall of Fame Awards |                             |               |           |               |
| Année Enregistrée                        | Titre                       | Genre         | Étiquette | Année Initiée |
| 1939                                     | Lester Leaps In             | Jazz (Single) | Vocalion  | 2005          |
| 1955                                     | Everyday (I Have the Blues) | Jazz (Single) | Clef      | 1992          |
| 1955                                     | April in Paris              | Jazz (Single) | Clef      | 1985          |
| 1937                                     | One O'Clock Jump            | Jazz (Single) | Decca     | 1979          |

### Autres récompenses
- National Endowment for the Arts - NEA Jazz Master : nomination et récompensé en qualité de Jazz Master en 1983[13] (N.B. : la plus prestigieuse récompense de la nation américaine en matière de jazz).
- L'astéroïde (35394) Countbasie est nommé en son honneur[14].

## Rééditions
- Count Basie vol.1 1936-38 the chronological Classics 503
- Count Basie vol.2 1938-39 the chronological Classics 504
- Count Basie vol.3 1939 the chronological Classics 513
- Count Basie vol.4 1939 the chronological Classics 533
- Count Basie vol.5 1939-40 the chronological Classics 563
- Count Basie vol.6 1940-41 the chronological Classics 623
- Count Basie vol.7 1941 the chronological Classics 652
- Count Basie vol.8 1942 the chronological Classics 684
- Count Basie vol.9 1943-45 the chronological Classics 801
- Count Basie vol.10 1945-46 the chronological Classics 934
- Count Basie vol.11 1946-47 the chronological Classics 988
- Count Basie vol.12 1947 the chronological Classics 1018